# Escuelas Públicas de East Chicago
Las Escuelas Públicas de East Chicago (School City of East Chicago, SCEC) es un distrito escolar de Indiana. Tiene su sede en East Chicago, en el área metropolitana de Chicago. El consejo escolar tiene un presidente, un vicepresidente, un secretario, y dos miembros.

## Escuelas
Escuelas secundarias:
- East Chicago Central High School
- Joseph L. Block Jr. High School
- West Side Jr. High School

Escuelas primarias:
- Carrie Gosch Elementary School
- Benjamin Franklin Elementary School
- Benjamin Harrison Elementary School
- Abraham Lincoln Elementary School
- William McKinley Elementary School
- George Washington Elementary School